# René Clermont
René Clermont (Dakar, 14 de noviembre de 1921 – París, 24 de octubre de 1994) fue un actor y director teatral de nacionalidad francesa.
Nacido en Dakar, Senegal, Clermont destacó como director del grupo teatral Les Théophiliens, fundado por Gustave Cohen.
René Clermont falleció en París, Francia, en 1994, a causa de un cáncer.

## Teatro

### Actor
- 1933 : Trois pour 100, de Roger-Ferdinand, escenografía de Gabriel Signoret, Teatro Antoine
- 1944 : Hyménée, de Nicolás Gogol, escenografía de Pierre Valde, Théâtre du Vieux-Colombier
- 1947 : La terre est ronde, de Armand Salacrou, escenografía de Charles Dullin, Théâtre de la Ville
- 1949 : La Perle de la Canebière, de Eugène Labiche y Marc-Michel, escenografía de André Barsacq, Teatro de l'Atelier
- 1949 : Robinson, de Jules Supervielle, Théâtre de verdure de Charbonnières-les-Bains
- 1949 : Nuit des hommes, de Jean Bernard-Luc, escenografía de André Barsacq, Teatro de l'Atelier
- 1950 : El baile de los ladrones, de Jean Anouilh, escenografía de André Barsacq, Teatro de l'Atelier
- 1950 : L'Enterrement, de Henry Monnier, escenografía de André Barsacq, Teatro de l'Atelier
- 1951 : Danse sans musique, de Henri Charles Richard y Albert Gray a partir de Peter Cheyney, escenografía de René Clermont, Teatro des Noctambules
- 1953 : Ion, de Bernard Zimmer a partir de Eurípides, escenografía de Henri Soubeyran, Teatro antiguo de Vaison-la-Romaine
- 1955 : Zamore, de Georges Neveux, escenografía de Henri Soubeyran, Teatro Édouard VII
- 1955 : Le Système deux, de Georges Neveux, escenografía de René Clermont, Teatro Édouard VII
- 1956 : Le Capitaine Fanfaron, de Bernard Zimmer a partir de Plauto, escenografía de Henri Soubeyran, Teatro des Mathurins
- 1960 : El balcón, de Jean Genet, escenografía de Peter Brook, Théâtre du Gymnase Marie-Bell
- 1960 : La Voleuse de Londres, de Georges Neveux, escenografía de Raymond Gérôme, Teatro du Gymnase
- 1961 : Coralie et Compagnie, de Maurice Hennequin y Albin Valabrègue, escenografía de Jean Le Poulain, Théâtre de la Ville
- 1961 : William Conrad, de Pierre Boulle, escenografía de André Charpak, Teatro Récamier
- 1962 : Lieutenant Tenant, de Pierre Gripari, escenografía de Jean-Paul Cisife, Teatro de la Gaîté-Montparnasse
- 1963 : La dame ne brûlera pas, de Christopher Fry, escenografía de Pierre Franck, Teatro de l'Œuvre
- 1964 : Santa Juana, de George Bernard Shaw, escenografía de Pierre Franck, Teatro Montparnasse
- 1965 : Le Hasard du coin du feu, de Claude-Prosper Jolyot de Crébillon, escenografía de Jean Vilar, Théâtre de l'Athénée
- 1966 : La Fin du monde, de Sacha Guitry, escenografía de Jean-Pierre Delage, Teatro de la Madeleine
- 1967 : Chaud et Froid, de Fernand Crommelynck, escenografía de Pierre Franck, Teatro de l'Œuvre
- 1967 : Interdit au public, de Jean Marsan, escenografía de Jean Le Poulain, Teatro Saint-Georges
- 1970 : Un piano dans l'herbe, de Françoise Sagan, escenografía de André Barsacq, Teatro de l'Atelier
- 1973 : Les Quatre Vérités, de Marcel Aymé, escenografía de René Clermont, Théâtre des Variétés
- 1973 : Jean de La Fontaine, de Sacha Guitry, escenografía de René Clermont, Teatro Montparnasse
- 1974 : La Polka, de Patrick Modiano, escenografía de Jacques Mauclair, Teatro du Gymnase
- 1978 : Miam-miam ou le Dîner d'affaires, de Jacques Deval, escenografía de Jean Le Poulain, Teatro Marigny
- 1978 : Nina, de André Roussin, escenografía de Jean-Laurent Cochet, Teatro des Célestins, Giras Herbert-Karsenty

### Director
- 1951 : Danse sans musique, de Henri Charles Richard y Albert Gray a partir de Peter Cheyney, Teatro des Noctambules
- 1951 : La liberté est un dimanche, de Pol Quentin, Teatro Hébertot
- 1955 : Le Système deux, de Georges Neveux, Teatro Édouard VII
- 1959 : Mon ange, de Solange Térac, Sala Comédie-Wagram
- 1971 : L'Apollon de Bellac, de Jean Giraudoux
- 1973 : Une rose au petit déjeuner, de Pierre Barillet y Jean-Pierre Grédy, Théâtre des Bouffes-Parisiens
- 1973 : Jean de La Fontaine, de Sacha Guitry, Teatro Montparnasse
- 1973 : Les Quatre Vérités, de Marcel Aymé, Théâtre des Variétés
- 1974 : Les Aventures de Tom Jones, de Jean Marsan y Jacques Debronckart a partir de Henry Fielding, Théâtre de Paris
- 1975 : La Libellule, de Aldo Nicolaï, Teatro des Nouveautés
- 1975 : La Balance, de Claude Reichman, Teatro Fontaine
- 1976 : La Frousse, de Julien Vartet, Teatro de los Campos Elíseos
- 1981 : Le Charimari, de Pierrette Bruno, Teatro Saint-Georges
- 1982 : Azaïs, de Georges Berr y Louis Verneuil, Sala Eldorado
- 1984 : Treize à table, de Marc-Gilbert Sauvajon, Teatro Édouard VII
- 1985 : La Berlue, de Jean-Jacques Bricaire y Maurice Lasaygues, Teatro Marigny y giras Herbert-Karsenty
- 1986 : Gog et Magog, de Roger McDougall y Ted Allan, gira con compañía Herbert-Karsenty
- 1987 : La Menteuse, de Jean-Jacques Bricaire y Maurice Lasaygues, Teatro Marigny
- 1992 : George et Margaret, de Marc-Gilbert Sauvajon y Jean Wall, Teatro des Bouffes-Parisiens

## Filmografía

### Cine
- 1942 : Les Cadets de l'océan, de Jean Dréville
- 1945 : Les Démons de l'aube, de Yves Allégret
- 1948 : Docteur Laennec, de Maurice Cloche
- 1950 : La Belle Image, de Claude Heymann
- 1950 : Sans laisser d'adresse, de Jean-Paul Le Chanois
- 1951 : Le Crime du Bouif, de André Cerf
- 1952 : Adieu Paris, de Claude Heymann
- 1952 : La Forêt de l'adieu, de Ralph Habib
- 1953 : Le Village magique, de Jean-Paul Le Chanois
- 1953 : Puccini, viste d'arte, vissi d'amore, de Carmine Gallone y Glauco Pellegrini
- 1955 : Scuola elementare, de Alberto Lattuada
- 1955 : Vous pigez ?, de Pierre Chevalier
- 1955 : La Foire aux femmes, de Jean Stelli
- 1955 : Leguignon guérisseur, de  Maurice Labro
- 1956 : Alerte au deuxième bureau, de Jean Stelli
- 1957 : Police judiciaire, de Maurice de Canonge
- 1957 : Le Grand Bluff, de Patrice Dally
- 1957 : La Peau de l'ours, de Claude Boissol
- 1959 : La Dragée haute, de Jean Kerchner
- 1961 : Les dimanches de Ville d'Avray, de Serge Bourguignon
- 1961 : Napoléon II, l'aiglon, de Claude Boissol
- 1962 : Le Diable et les Dix Commandements, de Julien Duvivier, segmento Un seul dieu tu adoreras
- 1963 : Carambolages, de Marcel Bluwal
- 1966 : Qui êtes-vous, Polly Maggoo ?, de William Klein
- 1968 : La Coqueluche, de Christian-Paul Arrighi
- 1968 : Salut Berthe, de Guy Lefranc
- 1969 : La Nuit bulgare, de Michel Mitrani
- 1969 : L'Âne de Zigliara, de Jean Canolle
- 1970 : La Promesse de l'aube, de Jules Dassin
- 1970 : Laisse aller... c'est une valse, de Georges Lautner
- 1972 : Paulina 1980, de Jean-Louis Bertuccelli
- 1980 : Le Prince et le Privé, de Roger Kay
- 1983 : Fort Saganne, de Alain Corneau

### Televisión

#### Actor
- 1962 : L'inspecteur Leclerc enquête, episodio Les Blousons gris, de Marcel Bluwal
- 1964 : Rocambole, de Jean-Pierre Decourt
- 1965 : Les Cinq Dernières Minutes, episodio Napoléon est mort à Saint-Mandé, de Claude Loursais
- 1966 : Le Chevalier d'Harmental, de Jean-Pierre Decourt
- 1966 : Les Cinq Dernières Minutes, episodio La Rose de fer, de Jean-Pierre Marchand
- 1968 : L'Homme de l'ombre, de Guy Jorré, episodio L'Aventure
- 1970 : Reportage sur un squelette ou Masques et bergamasques, de Michel Mitrani
- 1972 : Les Évasions célèbres : Latude ou l'Entêtement de vivre, de Jean-Pierre Decourt
- 1977 : Le Loup blanc, de Jean-Pierre Decourt
- 1977 : Richelieu ou le Cardinal de Velours, de Jean-Pierre Decourt
- 1977 : La Famille Cigale

#### Au théâtre ce soir
Actor
- 1966 : Interdit au public, de Roger Dornès y Jean Marsan, escenografía de Jean Le Poulain, dirección de Pierre Sabbagh, Teatro Marigny
- 1968 : Le Système Deux, de Georges Neveux, escenografía de René Clermont, dirección de Pierre Sabbagh, Teatro Marigny
- 1970 : Et l'enfer Isabelle ?, de Jacques Deval, escenografía de Jacques Mauclair, dirección de Pierre Sabbagh, Teatro Marigny
- 1978 : Miam-miam ou le Dîner d'affaires, de Jacques Deval, escenografía de Jean Le Poulain, dirección de Pierre Sabbagh, Teatro Marigny
- 1980 : Danse sans musique, de Richard Puydorat y Albert Gray a partir de Peter Cheyney, dirección de Pierre Sabbagh, Teatro Marigny

Director de escena
- 1968 : Le Système Deux, de Georges Neveux, dirección de Pierre Sabbagh, Teatro Marigny
- 1971 : La lune est bleue, de Hugh Herbert, dirección de Sabbagh, Teatro Marigny
- 1972 : Adorable Julia, de Marc-Gilbert Sauvajon, dirección de Georges Folgoas, Teatro Marigny
- 1973 : Les Quatre Vérités, de Marcel Aymé, dirección de Georges Folgoas, Teatro Marigny
- 1973 : El complejo de Filemón, de Jean Bernard-Luc, dirección de Georges Folgoas, Teatro Marigny
- 1974 : Nick Carter détéctive, de Jean Marcillac, dirección de Georges Folgoas, Teatro Marigny
- 1974 : La Parisienne, de Henry Becque, dirección de Georges Folgoas, Teatro Marigny
- 1974 : Hélène ou la Joie de vivre, de André Roussin y Madeleine Grawitz a partir de John Erskine, dirección de Georges Folgoas, Teatro Édouard VII
- 1974 : Pluie, a partir de Somerset Maugham, dirección de Georges Folgoas, Teatro Édouard VII
- 1975 : Le Pape kidnappé, de João Bethencourt, dirección de Pierre Sabbagh, Teatro Édouard VII
- 1975 : Les Hannetons, de Eugène Brieux, dirección de Pierre Sabbagh, Teatro Édouard VII
- 1976 : L'Héritière, de Ruth Goetz y Augustus Goetz, dirección de Pierre Sabbagh, Teatro Édouard VII
- 1976 : La Frousse, de Julien Vartet, dirección de Pierre Sabbagh, Teatro Édouard VII
- 1977 : La Libellule, de Aldo Nicolaj, dirección de Pierre Sabbagh, Teatro Marigny
- 1977 : L'Archipel Lenoir, de Armand Salacrou, dirección de Pierre Sabbagh, Teatro Marigny
- 1977 : La Balance, de Claude Reichman, dirección de Pierre Sabbagh, Teatro Marigny
- 1977 : Caterina, de Félicien Marceau, dirección de Pierre Sabbagh, Teatro Marigny
- 1978 : Quadrille, de Sacha Guitry, dirección de Pierre Sabbagh, Teatro Marigny
- 1979 : Miss Mabel, de Robert Cedric Sherriff, dirección de Pierre Sabbagh, Teatro Marigny
- 1979 : La Gueule du loup, de Stephen Wendt, dirección de Pierre Sabbagh, Teatro Marigny
- 1980 : Une rose au petit déjeuner, de Pierre Barillet y Jean-Pierre Grédy, dirección de Pierre Sabbagh, Teatro Marigny
- 1980 : Danse sans musique, de Richard Puydorat y Albert Gray a partir de Peter Cheyney, dirección de Pierre Sabbagh, Teatro Marigny
- 1981 : Monsieur Masure, de Claude Magnier, dirección de Pierre Sabbagh, Teatro Marigny

#### Realizador
- 1980 : La Vie des autres, episodio Demain je me marie